# ميخائيل ستيوارت (لاعب كرة قدم أمريكية)
ميخائيل ستيوارت (بالإنجليزية: Michael Stewart) هو لاعب كرة قدم أمريكية أمريكي، ولد في 12 يوليو 1965 في أتاساديرو في الولايات المتحدة.

## وصلات خارجية
- ميخائيل ستيوارت على موقع مرجع كرة القدم المحترفة.كوم (الإنجليزية)